# Barbora Malíková
Barbora Malíková (* 30. Dezember 2001 in Opava) ist eine tschechische Sprinterin, die sich auf den 400-Meter-Lauf spezialisiert hat.

## Sportliche Laufbahn
Erste internationale Erfahrungen sammelte Barbora Malíková bei den U18-Weltmeisterschaften 2017 in Nairobi, bei denen sie in 52,74 s die Goldmedaille gewann. Anschließend gewann sie beim Europäischen Olympischen Jugendfestival (EYOF) in Győr die Silbermedaille und schied mit der tschechischen 4-mal-100-Meter-Staffel in der ersten Runde aus, gewann aber mit der Sprintstaffel (1000 Meter) in 2:13,64 min die Bronzemedaille. Im Jahr darauf siegte sie bei den U18-Europameisterschaften ebendort in 52,66 s über 400 Meter und gewann auch mit der Sprintstaffel (1000 Meter) die Silbermedaille hinter der Mannschaft aus Italien. Mitte Oktober siegte sie zudem auch bei den Olympischen Jugendspielen in Buenos Aires in 54,68 s. 2019 gewann sie dann bei den U20-Europameisterschaften im schwedischen Borås in 52,37 s die Bronzemedaille und stellte damit einen neuen U20-Landesrekord auf. Bei den World Athletics Relays 2021 im polnischen Chorzów verpasste sie mit 3:21,05 min den Finaleinzug in der Mixed-Staffel. Im Juli gewann sie bei den U23-Europameisterschaften in Tallinn in 51,23 s die Silbermedaille hinter ihrer Landsfrau Lada Vondrová und siegte mit der tschechischen 4-mal-400-Meter-Staffel in 3:30,11 min. Daraufhin nahm sie an den Olympischen Spielen in Tokio teil und schied dort mit 52,83 s in der ersten Runde über 400 m aus.
2023 gewann sie bei den World University Games in Chengdu in 52,66 s die Bronzemedaille über 400 Meter hinter der Südafrikanerin Marlie Viljoen und Corrssia Perry aus den Vereinigten Staaten. Im Jahr darauf wurde sie bei den World Athletics Relays in Nassau in 3:27,76 min Dritte im C-Lauf in der 2. Qualifikationsrunde über 4-mal 400 Meter für die Olympischen Spiele in Paris und verpasste damit die Direktqualifikation. Anschließend belegte sie bei den Europameisterschaften in Rom in 3:14,24 min den sechsten Platz in der Mixed-Staffel und wurde mit der Frauenstaffel im Vorlauf disqualifiziert. 2025 wurde sie bei der 1. Liga der Team-Europameisterschaft in Madrid in 3:20,01 min im A-Lauf in der Mixed-Staffel, ehe sie bei den World University Games in Bochum in 51,52 s die Goldmedaille über 400 Meter gewann.
In den Jahren 2017, 2020 und 2021 wurde Malíková tschechische Meisterin im 400-Meter-Lauf.

## Persönliche Bestzeiten
- 400 Meter: 51,23 s, 27. Juni 2021 in Zlín
  - 400 Meter (Halle): 52,56 s, 24. Februar 2024 in Boston
- 600 Meter: 1:26,79 min, 23. Juni 2020 in Opava (nationale Bestleistung)
- 800 Meter: 2:03,14 min, 6. September 2020 in Ostrava (tschechischer U20-Rekord)